# Кіпр на зимових Олімпійських іграх 1980
Кіпр на зимових Олімпійських іграх 1980 в Лейк-Плесід (США), була представлена 3 спортсменами (2 чоловіками та однією жінкою) в одному виді спорту — гірськолижний спорт. Країна вперше взяла участь в зимових Олімпійських іграх. Кіпріотські спортсмени не здобули жодної медалі.

## Спортсмени
| Вид спорту          | Чоловіки | Жінки | Всього |
| ------------------- | -------- | ----- | ------ |
| Гірськолижний спорт | 2        | 1     | 3      |
| Усього              | 2        | 1     | 3      |

## Гірськолижний спорт
| Спортсмен            | Дисципліна                   | Спуск 1       | Спуск 1       | Спуск 2           | Спуск 2           | Разом             | Разом             |
| Спортсмен            | Дисципліна                   | Час           | Місце         | Час               | Місце             | Час               | Місце             |
| -------------------- | ---------------------------- | ------------- | ------------- | ----------------- | ----------------- | ----------------- | ----------------- |
| Андреас Пілавакіс    | гігантський слалом, чоловіки | 1:44.92       | 62            | дискваліфікований | дискваліфікований | дискваліфікований | дискваліфікований |
| Андреас Пілавакіс    | слалом, чоловіки             | 1:30.64       | 42            | 1:23.78           | 37                | 2:54.42           | 37                |
| Філіппос Ксенофонтос | гігантський слалом, чоловіки | 1:49.52       | 63            | 1:48.57           | 53                | 3:38.09           | 54                |
| Філіппос Ксенофонтос | слалом, чоловіки             | 1:25.19       | 41            | 1:18.97           | 36                | 2:44.16           | 36                |
| Ліна Аристодіму      | гігантський слалом, жінки    | 1:39.78       | 40            | 1:57.07           | 33                | 3:36.85           | 33                |
| Ліна Аристодіму      | слалом, жінки                | не фінішувала | не фінішувала | не фінішувала     | не фінішувала     | не фінішувала     | не фінішувала     |